# Nekrolog 1908
Nekrolog
◄◄
| ◄
| 1904
| 1905
| 1906
| 1907
| 1908 | 1909 | 1910 | 1911 | 1912 | ► | ►►
1. Quartal |
2. Quartal |
3. Quartal |
4. Quartal 
Weitere Ereignisse | Allgemeiner Nekrolog 1908
Die Beschreibung der verstorbenen Person sollte so kurz wie möglich gehalten sein und nur deren signifikante Tätigkeit(en) enthalten.
Neue Namen ggf. auch unter dem Geburts- und Sterbedatum, also etwa unter 1. Januar und im Geburts- und Sterbejahr (2024) eintragen (nur bei entsprechender großer Wichtigkeit). Für Beispiele siehe die schon vorhandenen Artikel.
Außerdem über die fünf zuletzt Verstorbenen, zu denen es einen ausreichend guten Artikel für eine Präsentation auf der Hauptseite gibt, nach der todesbedingten Überarbeitung der Artikel ggf. auch unter Wikipedia Diskussion:Hauptseite informieren und sie am besten auch in den anderen Wikipedia-Sprachversionen eintragen. Tipp: Regelmäßig bei news.google.de nach „ist tot“, „gestorben“ oder „verstorben“ suchen.
Wenn eine Person gestorben ist, gibt es viele Seiten zu dieser Person in der Wikipedia, die davon auch betroffen sind und entsprechend aktualisiert werden müssen. Beispiele: Namenübersichtsseite, Geburtsjahr, Geburtsort-Seiten und viele mehr.
Wie finde ich die betroffenen Seiten?
Im Suchfeld auf der linken Seite gibt man den Suchbegriff so ein: „Vorname Nachname“. Dann klickt man auf Volltext und alle Seiten mit entsprechendem Suchtext werden aufgerufen. Hier sieht man dann schnell, wo auch das Todesjahr Sinn macht oder sogar ein Teil des Artikels angepasst werden muss. Auch hilft das „Werkzeug“ auf der linken Seite sehr gut, um solche Seiten aufzufinden: „Links auf diese Seite“. Somit ist die Wikipedia wieder aktuell in allen Bereichen! Hinweis: bei Eintragung der Kategorie „Gestorben JAHR“ wird der Missbrauchsfilter 49 ausgelöst, was jedoch nicht schlimm ist. Siehe: Spezial:Missbrauchsfilter/49
Dies ist eine Liste von im Jahr 1908 verstorbenen bekannten Persönlichkeiten. Die Einträge erfolgen innerhalb der einzelnen Daten alphabetisch sortiert. Tiere sind im Nekrolog für Tiere zu finden.
Die Liste ist nach Quartalen aufgeteilt:
- Nekrolog 1. Quartal 1908: Januar, Februar und März
- Nekrolog 2. Quartal 1908: April, Mai und Juni
- Nekrolog 3. Quartal 1908: Juli, August und September
- Nekrolog 4. Quartal 1908: Oktober, November und Dezember

## Datum unbekannt
| Tag | Name                            | Beruf, bekannt als | Alter | Beleg |
| --- | ------------------------------- | --- | ----- | ----- |
|     | Richard Albrecht                | deutscher Verwaltungsbeamter |       |       |
|     | Qāsim Amīn                      | ägyptischer Jurist |       |       |
|     | Otto Armknecht                  | deutscher evangelischer Armenpastor und Wohltäter                                                                                            |       |       |
|     | Elise Blenker                   | deutsche Revolutionärin |       |       |
|     | Gottlieb Biermann               | deutscher Porträt-, Genre- und Historienmaler                                                                                                |       |       |
|     | Antonie Boubong                 | deutsche Porträt-, Genre- und Landschaftsmalerin                                                                                             |       |       |
|     | Hans Broge                      | dänischer Unternehmer |       |       |
|     | Frank Calvert                   | englischer Amateurarchäologe |       |       |
|     | William D. Coleman              | liberianischer Präsident (1896–1900) |       |       |
|     | Jacob Davis                     | US-amerikanischer Schneider (Reno (Nevada))                                                                                                  |       |       |
|     | Franz Deutschinger              | österreichischer Theaterschauspieler und -intendant                                                                                          |       |       |
|     | Leopold Eidlitz                 | österreichisch-amerikanischer Architekt |       |       |
|     | Albert Förster                  | österreichisch-schlesischer Steinmetzunternehmer                                                                                             |       |       |
|     | Ciro Gojorani                   | italienischer Schriftsteller |       |       |
|     | Karl Gustav Haase               | deutscher Mediziner |       |       |
|     | Johann Heinrich Hartmann        | schweizerischer Tischler |       |       |
|     | Hermann Jacobi                  | deutscher Theaterschauspieler und Theaterregisseur                                                                                           |       |       |
|     | Jules Louis Lewal               | französischer General und Militärschriftsteller                                                                                              |       |       |
|     | James Buckner Luckie            | US-amerikanischer Arzt |       |       |
|     | Johann Josef Makloth            | österreichischer Maler |       |       |
|     | Sofija Alexandrowna Malosjomowa | russische Pianistin und Hochschullehrerin | ≈63   |       |
|     | Georges Marty                   | französischer Komponist und Dirigent |       |       |
|     | Luise von Milbacher             | österreichische Malerin |       |       |
|     | William Lewis Montague          | US-amerikanischer Romanist |       |       |
|     | Wilhelm Mühle                   | Landschaftsarchitekt, Rosenzüchter |       |       |
|     | August Neumann                  | deutscher Holzstecher und Inhaber eines xylografischen Ateliers in Leipzig                                                                   |       |       |
|     | Jakob Neureuter                 | katholischer Geistlicher, der während der Marienerscheinungen in Marpingen 1876/1877 der Dorfpfarrer des saarländischen Dorfes Marpingen war |       |       |
|     | Samuel O’Reilly                 | irisch-US-amerikanischer Erfinder und Tätowierer                                                                                             |       |       |
|     | Wilhelm Pabst                   | deutscher Paläontologe |       |       |
|     | Therese Paulmann                | deutsche Theaterschauspielerin |       |       |
|     | Eugène Pereire                  | französischer Bankier |       |       |
|     | Albert Plate                    | deutscher Verwaltungsbeamter |       |       |
|     | August Pleschner von Eichstett  | österreichischer Autor |       |       |
|     | Richard Reiff                   | deutscher Physiker und Mathematikhistoriker                                                                                                  |       |       |
|     | Aloys Rosenlehner               | deutscher Buchdrucker und Politiker (SPD) |       |       |
|     | Ira Washington Rubel            | US-amerikanischer Erfinder |       |       |
|     | Gregor Schmitt                  | deutscher Mediziner |       |       |
|     | Franz Schöberl                  | österreichisch-deutscher Architekt des Historismus                                                                                           |       |       |
|     | Otto Stielow                    | deutscher Verwaltungsbeamter |       |       |
|     | August Stotz                    | deutscher Kunstschmied |       |       |
|     | Alma Théon                      | Okkultistin und Medium |       |       |
|     | Lorenzo Tio senior              | US-amerikanischer Jazzklarinettist |       |       |
|     | Dersu Usala                     | Nanaier; Jäger und Waldläufer |       |       |
|     | Cyprian Vignes                  | Bauer und charismatischer Heiler aus dem Cevennendorf Vialas                                                                                 |       |       |
|     | Horace Walker                   | britischer Alpinist |       |       |
|     | Carl August Weber               | deutscher Sänger (Tenor) |       |       |
|     | Ferdinand Wüst                  | deutscher Maler, Grafiker und Lithograph |       |       |